# Žraloci (seriál)
Žraloci (v anglickém originále Sharks) je americký dokumentární seriál z produkce Discovery. Ukazuje životy žraloků po celém světě, včetně Velkého bariérového útesu v Austrálii. Dále umožňuje poznání žraločího lovu. Seriál byl odvysílán poprvé na Discovery Channel v roce 2009, v Česku vyšel na DVD v roce 2010.

## Díly
- 1. Záhady Žraločího pobřeží
- 2. Jak přežít mezi žraloky
- 3. Potravní šílenství žraloků